# Mistrzostwa Rumunii w rugby union (1959)
Mistrzostwa Rumunii w rugby union 1959 – czterdzieste czwarte mistrzostwa Rumunii w rugby union.
Tytuł mistrzowski obroniła drużyna CFR Grivița Roșie.